# Циклон (альбом)
«Циклон» — пятнадцатый студийный альбом российской рок-группы «Калинов Мост», выпущенный в 2015 году.

## Об альбоме
Альбом составлен из песен, написанных Дмитрием Ревякиным на Камчатке в разные годы, и представляет собой историю «человека, оказавшегося на краю земли, пленённого его красотой и горящего желанием поделиться увиденным с другими». В работе над материалом участвовал клавишник и баянист Александр Владыкин, долгое время не привлекавшийся к записи альбомов группы, в результате чего «Циклон» отличается от предыдущих альбомов «Калинова моста» менее «гитарным» звучанием.
Презентация альбома состоялась 5 ноября 2015 года в Санкт-Петербурге и на следующий день в Москве в клубе «Red».
На песни «На краю земли» и «Горизонты» были сняты видеоклипы.

## Список композиций
Слова и музыка всех песен — написаны Дмитрием Ревякиным.
| №   | Название           | Длительность |
| --- | ------------------ | ------------ |
| 1.  | «Boeing»           | 3:32         |
| 2.  | «На краю Земли»    | 3:47         |
| 3.  | «Циклон»           | 7:36         |
| 4.  | «Сквозь искушения» | 3:01         |
| 5.  | «Жгучее слово»     | 5:32         |
| 6.  | «Горизонты»        | 3:59         |
| 7.  | «Стремянная»       | 5:07         |
| 8.  | «Баллада о клинке» | 5:58         |
| 9.  | «Вьюга в.ш.»       | 5:48         |
| 10. | «Зов (Vision)»     | 6:07         |
| 11. | «Терпкая Камчатка» | 5:21         |
| 12. | «Осталась»         | 5:32         |

## Участники
- Дмитрий Ревякин — вокал, акустическая гитара
- Виктор Чаплыгин — барабаны, перкуссия, dreamball
- Александр Владыкин — баян, домбра, синтезатор, подпевки
- Константин Ковачев — гитара, акустическая гитара, гусли
- Андрей Баслык — бас-гитара
- Евгений Барышев — подпевки